# Christopher Jacob Boström

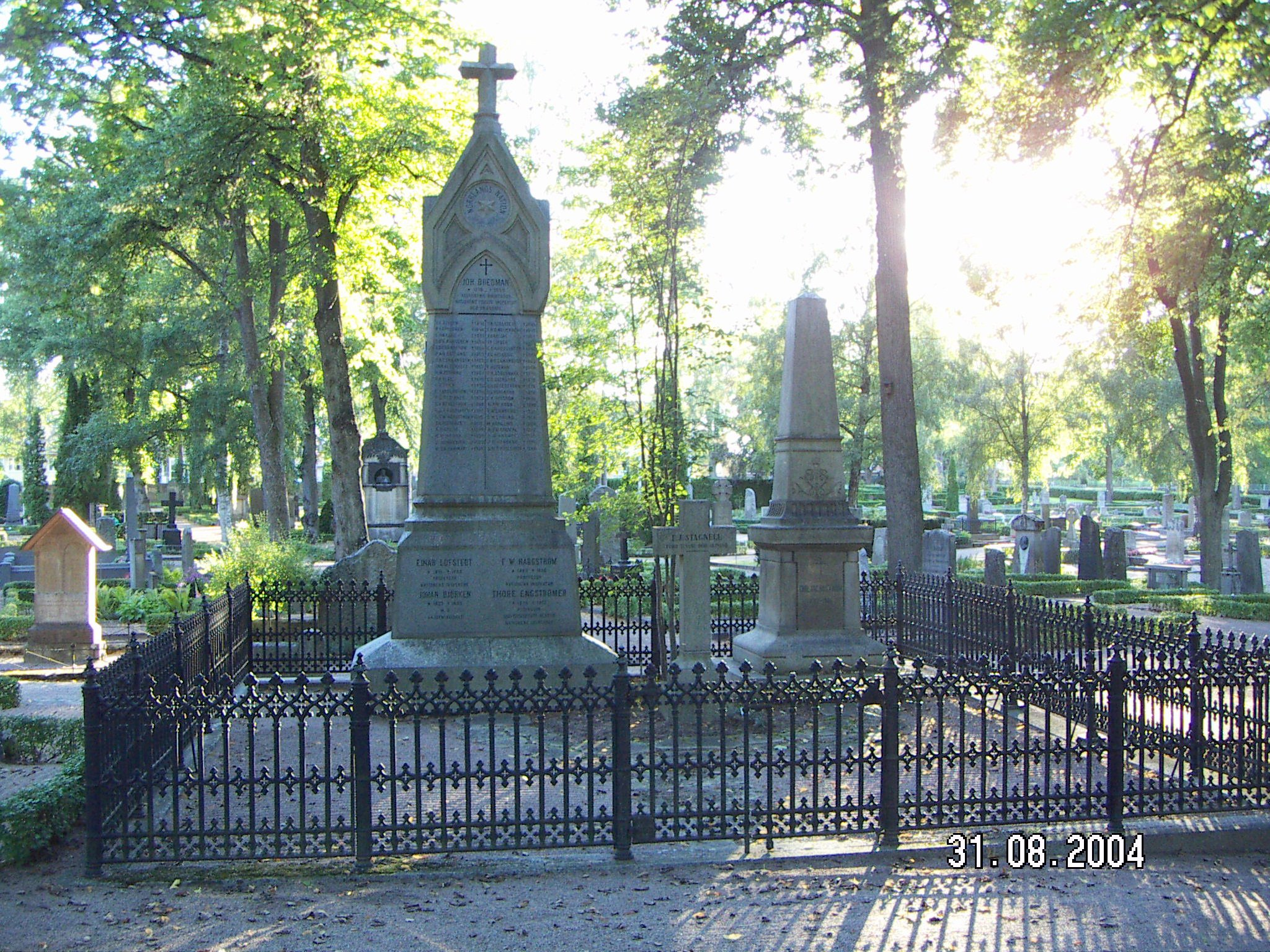
Norrlands nationsgrav med Boströms gravsten längst till höger.

Christopher Jacob Boström, född 1 januari 1797 i Piteå, död 22 mars 1866 i Uppsala, begravd i Norrlands nationsgrav på Uppsala gamla kyrkogård, var en svensk professor i praktisk filosofi vid Uppsala universitet 1842–1863.

## Biografi
Christopher Jacob Boström var son till skeppstimmermannen Christopher Boström (1760–1829) och Elisabet Hortling (1768–1838). Han var bror till lagmannen Erik Samuel Boström och farbror till statsminister Erik Gustaf Boström. Modern härstammade från den så kallade Bureätten. Denna släkt Boström är en gren av släkten Laestadius.
Boström blev vid nio års ålder fosterson till en morbror, skeppsbyggmästaren Erik Nordlund. Efter att ha genomgått Härnösands gymnasium, där lektorn N.M. Berlin väckte hans intresse för filosofi, tog han 1815 studentexamen i Uppsala, där Nils Fredrik Biberg och Samuel Grubbe blev hans lärare.
Då Samuel Grubbe 1840 utnämndes till statsråd tillförordnades Boström som professor i praktisk filosofi, och han blev 1848 ordinarie innehavare av denna professur som han innehade tills han blev emeritus 1863.
Boström beskrevs som karaktärsfast, och i sin polemik ansågs han kunna vara skarp. Boström skall som föreläsare ha utmärkt sig genom en betydande förmåga att övertyga sina åhörare. Han var enkel och klar i sin framställning, vilket delvis kan förklara det stora inflytande han utövade på sin samtid. Det förefaller att han gjorde sig mer gällande i tal än i skrift, vilket hämmade spridningen av hans filosofi utanför Sverige.
Boström skall emellertid själv ha ansett att hans egentliga uppgift var den akademiske lärarens och att han som sådan främst kunde influera framtida präster, ämbetsmän samt andra akademiker, så att han härigenom skulle kunna påverka dessa presumtiva statsbärare att dela hans grundläggande värderingar.

## Boströms filosofi
Enligt Boström är filosofin i sin sanning det till form, innehåll och omfattning fullkomliga förnimmandet eller vetandet och följaktligen identisk med Guds eget allvetande. Filosofin i och för människan däremot är människans förnimmande, såvitt det är identiskt med eller ett deltagande i detta Guds allvetande, det är hennes fullt klara och tydliga (till formen fullkomliga) förnimmande av den (till) sanna (absoluta) verkligheten. Den första uppgiften för en sådan vetenskap måste bli att ange denna verklighets allmännaste begrepp. Av det sätt, på vilket Boström löste denna uppgift, beror karaktären av hans filosofi.
Själv betecknar han denna senare såsom det konsekventa genomförandet av den rationella idealismens princip, det vill säga principen för den världsåsikt, enligt vilken den sanna och ursprungliga verkligheten är fri från alla de inskränkningar, som vidlåda det i rummet och tiden varande (nämligen begränsning och delbarhet, förgängelse och växling), såsom sådan andlig och evig samt, i och genom sitt eget osinnliga innehåll och ej genom växlande och ofullkomliga bestämningar, fullständigt bestämd eller fullt verklig.
Denna sin världsåsikts grundtanke har Boström gemensam med Platon. Men sistnämnde tänkare, som stod på hednisk grundval, stannade vid idéerna, eller människans fullkomliga förnimmelser, såsom det yttersta och absoluta och fick ej blicken öppen för det väsende, hos vilket de är förnimmelser; Boström däremot visade, att all andlig verklighet nödvändigt hänvisar på självmedvetandet såsom sin princip, och han framhåller, att den sanna verkligheten är personlig och filosofin följaktligen vetenskapen om personliga väsenden såsom sådana, emedan endast i abstraktionen någonting finns, som är blott och bart självmedvetande, under det allt verkligt är individuellt eller fullt bestämt självmedvetande (medvetande om något), eller med andra ord förnimmande väsende eller person. Med en opersonlig verklighet kan filosofin sysselsätta sig, endast såvida denna verklighet tänkes såsom en bestämning (förnimmelse) hos ett personligt väsende och får sin förklaring ur detta.
Med avseende på de olika sätt, på vilka dessa väsenden tänks vara till för människan och bestämma hennes verksamhet, indelar Boström filosofin i teoretisk filosofi, vetenskapen om dessa väsenden, tänkta såsom bestämmande människans teoretiska förmåga, det vill säga tänkta såsom det i alla avseenden sant och ursprungligt varande, och praktisk filosofi, vetenskapen om dessa väsenden, tänkta såsom bestämmande människans praktiska förmåga (vilja), det vill säga tänkta såsom det, vilket ovillkorligen och under alla omständigheter bör vara. Efter de olika slagen av personliga väsenden, som är oss bekanta, indelas vidare den teoretiska filosofin i spekulativ teologi, spekulativ etnologi och spekulativ antropologi, den praktiska i religionsfilosofi, filosofisk rättslära och etik (filosofisk sedelära), vilka motsvarar indelningslederna inom den teoretiska filosofin.

### Den teoretiska filosofin

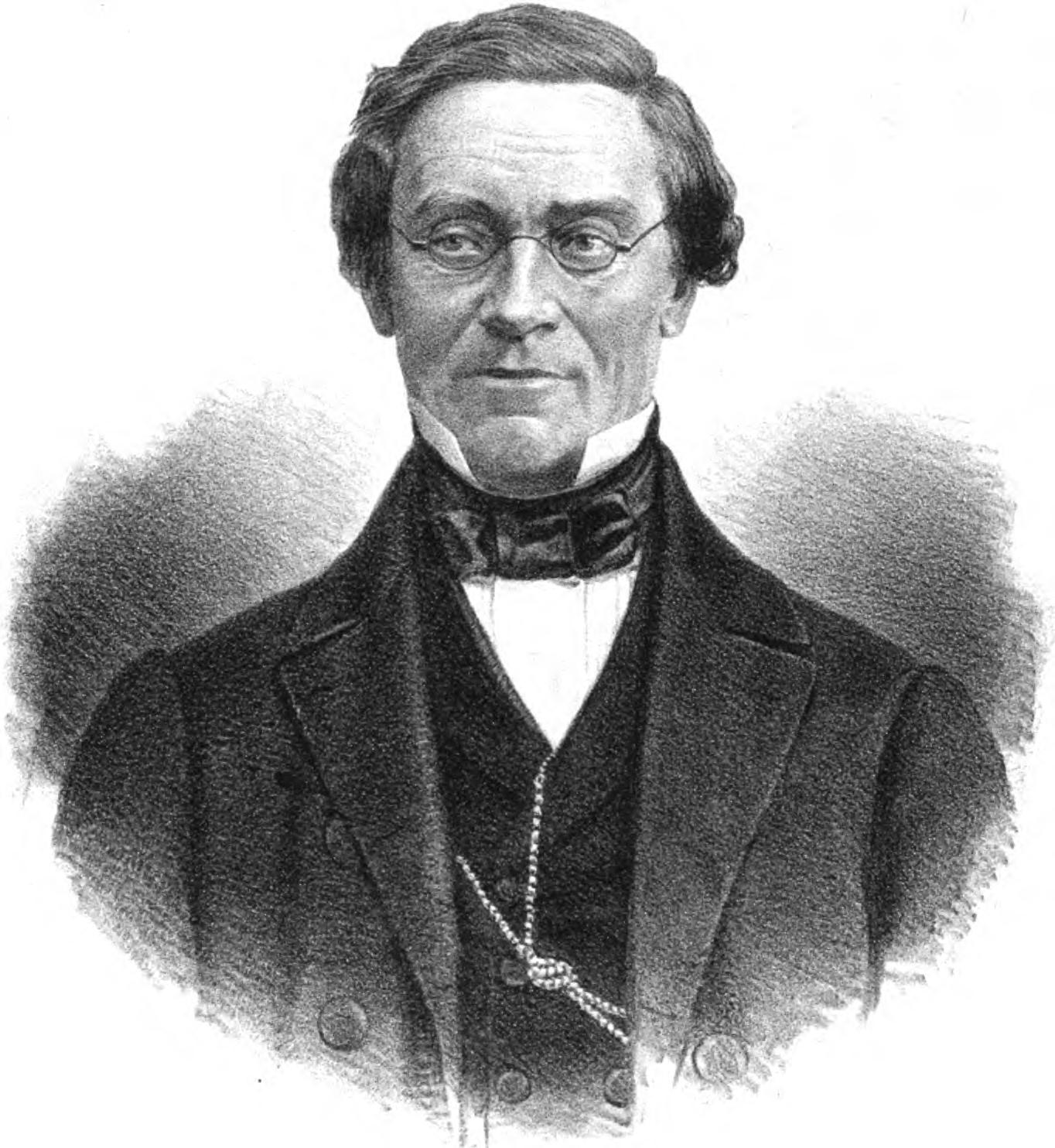
Christopher Jacob Boström

Enligt Boströms uppfattning utgjordes den teoretiska filosofin av vetenskapen om de väsenden, tänkta som bestämmande människans teoretiska förmåga, det vill säga tänkta som det i alla avseenden sanna och ursprungligt varande.

#### Den spekulativa teologin
I den spekulativa teologin, vetenskapen om den absoluta personen eller Gud, motiverar Boström systemets princip något närmare. Där framhålls först och främst att den självständiga verkligheten med nödvändighet måste vara andlig och såsom sådan ett självständigt medvetande eller självmedvetande. Endast detta är nämligen enkelt. Då det sammansatta förutsätter det enkla, måste självmedvetandet även anses som den yttersta principen för all verklighet. Detta självmedvetande - enligt Boström identiskt med livet - får således ej fattas som fäst vid ett substrat eller en substans utan är just det första och ursprungliga i allt.
Boström redogör vidare för de faktorer som konstituerar det individuella självmedvetandet eller personen. I motsats till den hegelska världsuppfattningen om ett ursprungligen abstrakt, innehållstomt medvetande som genom den sinnliga världen i en aktualisationsprocess utvecklas till en fullt medveten och bestämd (konkret) ande framhåller Boström att den absoluta personen är ursprunglig och av evighet fullt bestämd. Han har sina förnimmelser för sig fullt närvarande och behöver ej för sin fullständiga bestämdhet en ofullkomlig värld. Det existerar ingen form av uteslutning eller motsättning kan tänkas äga rum mellan Guds förnimmelser (idéer), utan råder en fullständig samstämmighet så att man ej kan tänka vare sig Gud eller någon av dem fullständigt utan att även tänka de övriga fullständigt. Boström har därmed visat att den absoluta verkligheten är ett fullständigt system, en andlig organism i strängaste bemärkelse.
Då nu inom varje organism organen måste (relative) äga det helas karaktär, så följer därav att Guds idéer är, även de, personliga eller förnimmande väsenden. I och för Gud, såsom hans organ, är visserligen dessa väsenden absolut fullkomliga; men i och för sig själva, såsom förnimmande väsenden, är de behäftade med en viss ofullkomlighet, just då de har sitt sanna liv och självmedvetande ej i sig själva utan i Gud. För dem framträder därför den sanna verkligheten, Guds egen värld, utan vilken intet finns, under en lägre form, såsom en för vart och ett av dem egendomlig fenomenvärld. Tänkt med avseende på dessa väsenden, är Gud å ena sidan något mer än de alla tillsammans eller någon viss för dem alla gemensam sida eller egenskap han är ett självständigt och fullt konkret väsende; men å andra sidan är han dock – till följd av det fullkomligt organiska sammanhang, som råder inom den absoluta världen – utan minsta hinder för deras eget självständiga liv, i dem helt och hållet närvarande. Därmed är motsägelsen löst mellan det ändliga och det oändliga.
Det oändliga är, med fullt bibehållande av sin oändlighet (således ej genom något sitt ”anderssein” eller dylikt), närvarande i det ändliga. Gud är på en gång en transcendent och en immanent grund till den ändliga världen och såvitt i denna värld, såsom ofullkomlig, en utveckling förefinns, är han denna utvecklings grund, lag och ändamål, den ändliga världens skapare och upprätthållare, dess försyn och saliggörare. I sammanhang därmed utvecklar Boström en teodicé, i vilken läres, att all ofullkomlighet och allt ont uteslutande beror på de ändliga väsendena, under det Gud såsom det fullkomliga väsendet inte kan vara grund till annat än dessa väsendens eviga liv och salighet.

#### Den spekulativa etnologin
Den spekulativa etnologin var enligt Boström vetenskapen om de organiska enheterna inom mänskligheten, nationen, folkstammen, rasen och släktet, som ansågs ha haft sin grund i ändliga förnuftsväsenden av annat slag än vi. Boström själv ägnade sig inte mycket åt att utforma dessa tankar vidare.

#### Den spekulativa antropologin
I den spekulativa antropologin lär Boström att människan är till sitt sanna väsende person och som sådan en evig idé i Gud. Detta det gudomliga (förnuftiga) hos människan får inte fattas som något abstrakt och för alla gemensamt utan så att människan är, liksom Gud, en förnuftigt individ och individuellt odödlig, eftersom det förnuftiga såsom sådant, enligt Boström, är fritt från växling och förgängelse. Det förnuftiga livet hos människan röjer sig teoretiskt i hennes medvetande om en översinnlig värld, praktiskt närmast i det oavvisliga pliktbudet. Genom dessa bestämningar som inte kan förklaras ur det sinnliga är människan höjd över naturen; det är den sinnliga, för sinnena givna, verkligheten.
Men å andra sidan är människan medveten om sin tillhörighet. Naturen är nämligen ingenting annat än sammanfattningen av alla människans ofullkomliga förnimmelser, det vill säga den för henne egendomliga fenomenvärlden. Denna är visserligen i tillfällig då den inte är i och genom sig själv nödvändig, men å andra sidan är den dock relativt nödvändig som den form under vilken människan på grund av sitt egendomliga väsende måste uppfatta den förnuftiga världen. Naturen är enligt Boström ett fenomen, men ett phænomenon bene fundatum. Därav följer naturens regelmässighet och lagbundenhet. Sin allmännaste karaktär får naturen i att den är till i tiden och rummet.
Som tillhörande en verklighet i tiden är människan verksam. Med sin verksamhet kan hon åsyfta att vinna antingen en högre grad av klarhet och självmedvetenhet eller en högre grad av självständighet och samstämmighet. I förra fallet är hon, enligt Boström, teoretiskt, i det senare praktiskt verksam. Den senare arten av verksamhet måste, enligt Boström, till sin art och riktning bestämmas av en syftemålsförnimmelse, det vill säga eett motiv, det är ett innehållsmoment hos människan, med avseende på vilket hon bestämmer och ordnar det övriga innehållet. När människan uppnått ett visst utvecklingsstadium, enligt Boström, fortgår denna verksamhet med frihet, det vill säga människan äger förmåga av val vid bestämmandet av verksamhetens riktning.
Så tenderar de sinsemellan stridiga sinnliga begären att, enligt Boström, vart och ett på sitt sätt, bestämma människans viljeliv. Den djupaste motsatsen förefinns dock, enligt Boström, mellan de båda huvudarterna av innehåll hos människan, det förnuftiga och det sinnliga.

### Den praktiska filosofin
I den praktiska filosofin visas först och främst, enligt Boström, att människans högsta goda består i ”Guds rikes tillkomst på jorden”, det vill säga däri, att genom hennes fria vilja den förnuftiga världen förverkligas i det timliga livets alla förhållanden. Närmast har visserligen varje människa, enligt Boström, att förverkliga sitt eget förnuft, men då detta, enligt Boström, lever sitt sanna liv i och genom andra förnuftiga väsenden och ytterst genom Gud, måste även dessa, enligt Boström, väsenden bringas till aktualitet i människans värld. Människan står i detta livet, enligt Boström, i förhållande dels till den sinnliga världen, dels till andra personer, och förhållandet till de senare är dels yttre, dels inre.
Boström ansåg sig ha visat, att till grund för människans förpliktelse med avseende på vart och ett av dessa förhållanden ligger ett särskilt slag av förnuftsväsenden, och med avseende därpå indelar han den praktiska filosofin i religionsfilosofi, rättslära och etik.

#### Etik
Boströms etik stod nära Kants. Både Boström och Kant ansåg att en handlings sedliga värde eller ovärde uteslutande berodde på motivet och att det enda tillfredsställande motivet är aktningen för den förpliktades osinnliga väsende, vilket i sin egenskap av ovillkorligen fordrande uppenbarar sig i samvetet. Men för Boström, som i sin teoretiska filosofi hävdat, att detta väsende är alltigenom personligt, och har sitt sanna liv i Gud, samt är organiskt bestämt av honom, och av alla andra personliga väsenden, blir det tillika möjligt att, i motsats till Kant, enligt Bostöms mening, grunda sedligheten på religiös grund och bestämdare göra gällande, att det sedliga livet är ett personligt liv i personliga förhållanden till andra väsenden. Därigenom övervann Boström kantianismens ensidiga fasthållande vid det abstrakta pliktmedvetandet, och sedligheten får en avgjort konkret karaktär samt bestämmer varje yttring av människans medvetna och fria verksamhet.
Då således människan har ett verkligt innehåll att aktualisera genom sin sedliga verksamhet och då den sinnliga världen, som i sin grund är personlig, kan bringas i överensstämmelse med förnuftet, fordrar vidare sedligheten inte sinnlighetens utrotande eller upphävande, utan hennes omdaning till medel för människans förnuftiga liv. I utformningen av sedelära upptar och fullföljer Boström Schleiermachers och Bibergs lära om de etiska formalbegreppen: dygden, plikten och det goda verket, opus morale, samt visar, enligt Boströms anhängare, att man endast genom att fasthålla dessas självständiga ställning i förhållande till varandra och deras organiska samband sinsemellan kan fullständigt fatta det sedliga livet som konkret och individuellt.
Men även som sedlig är människan, enligt Boström, omedelbart bestämd av andra förnuftsväsenden än sin egen idé. Hon äger nämligen, enligt Boström, gemensamt med andra människor vissa sedliga uppgifter, vilka inte kan förklaras av hennes eget väsen, och vilka därför måste anses ha sin grund i andra förnuftsväsenden. Dessa uppgifter var de som, enligt Boström, människan har att som medlem av de privata samhällena, det vill säga familjen, kommunen, korporationen och folket, samt till grund för den med avseende på dessa samhällen givna förpliktelserna låg, enligt Boström, dessa samhällens idéer.
Som ändliga har dessa väsenden, enligt Boström, sina egendomliga fenomenvärldar – dessas närmare beskaffenhet är likväl oss människor i detta livet obekant, men här är det, enligt Boström, endast fråga om deras förverkligande i människans fenomenvärld, det vill säga att i denna införes den ordning, som fordras av det mänskliga förnuftet, då det är bestämt av dessa väsenden. Boströms lära om dessa samhällen är närmast besläktad med Krauses åsikter i ämnet.
Men för Boström, som ansåg sig ha frigjort sig från vissa empiriska förutsättningar på det metafysiska och etiska området, blev det möjligt att ta steget fullt ut i den av Krause anvisade riktningen. För övrigt kan anmärkas att även om Boström aldrig i detalj utförde sin lära om de privata samhällena, han dock – genom att uppfatta dessa såsom personliga och just därigenom konkreta makter – gjorde det möjligt, enligt boströmianerna, att även vetenskapligt vindicera den subjektivt innerliga karaktär som det av kristendomen upplysta medvetandet alltid tillerkänt dem, enkannerligen familjen och folket.

#### Filosofisk rättslära
På ett analogt sätt fattas av Boström det egentliga rättssamhället eller staten. Vid bestämmandet av rätt och orätt i juridisk bemärkelse är det ej omedelbart fråga om de sinnliga krafternas omdaning till organ eller medel för förnuftet, utan fastmer om vidden av vars och ens befogenhet att, ostörd av andra, få fritt råda över naturens krafter, det vill säga frågan är vem som bör i ett visst fall besluta och utföra sitt beslut, ej vad som bör beslutas och utföras. Normen därför kan ej vara given genom överenskommelse, ej heller skall rättsordningen betraktas såsom medel för ett annat ändamål, till exempel sedligheten.
Rätten måste enligt Boström anses vara given omedelbart genom förnuftet. Men ur sedelagen eller ur det mänskliga förnuftet kan rätten inte förklaras, eftersom flera moraliskt förkastliga handlingar är legalt tillåtna. Rätten kan inte heller förklaras omedelbart med hänvisning till Gud, då även Guds ande som utgör den yttersta grunden till alla människans förpliktelser, ställer på människans vilja en fordran av en fullständig bestämdhet. Enligt Boströms uppfattning återstår det då endast att förklara rätten ur ett annat ändligt förnuftsväsende än människans idé, vilket, som närvarande i denna idé fordrar upprättandet av den ordning bland människor, som kallas det publika samhället eller staten. Detta samhälle kan lika litet som det privata, omedelbart framträda i denna världen för att där bevaka och utöva sin rätt. Därför måste någon viss, eller möjligen flera, bland dess medlemmar, hos vilka samhällsintresset kan förutsättas vara fullt aktuellt, inneha och utöva alla dess rättigheter och skyldigheter, och vara dess representant.
Eftersom folket och staten, enligt Boström, är skilda samhällen som har olika intressen, det förra med ett privat, den senare med ett publikt, måste de, enligt Boström, även ha olika representanter. Statens representant bör, enligt Boström,  inneha en sådan ställning, att man av honom kan fordra, att det publika, rättsliga, intresset hos honom är fullt aktuellt, vilket, enligt Boström, kan ske endast därigenom att han, såvitt möjligt, befrias från alla andra intressen. Då nu Boström anser, att detta bäst kan ske därigenom att en mänsklig individ är statens representant, så ger han den monarkiska statsformen företräde framför den republikanska och förespråkade att hela statsmaktens utövning bör överlämnas åt monarken, men att folket, som, enligt Boström, också är ett samhälle med sitt förnuftiga intresse, är berättigad att, genom sin representation, bevaka och utöva sina rättigheter även mot monarken.
På grundval av dessa allmänna principer utvecklar Boström en statslära, som väsentligen överensstämmer med principerna för den konstitutionella monarkin, sådan denna har utvecklats sig i de europeiska samhällena. Visserligen lämnade Boström lagstiftningsrätten i staten uteslutande åt monarken, och ansåg att regeringen ensam bör bära ansvaret för lagstiftningsarbetet, men han hävdade även, att folket har rätt att bevaka sina förnuftiga intressen genom ett lagligen avgivet veto. Folkrepresentationen bör, enligt Boström, på ett organiskt sätt konstitueras, eftersom folket är ett organiskt helt. Då Boström förutsatte, att korporationerna eller stånden är folkets högsta organ (det vill säga de högsta samhällena inom folket), så uppträdde han med iver som en försvarare av ståndsriksdagen.

#### Religionsfilosofi
Boströms teologiska ståndpunkt framstod som kontroversiell för sin tid, då den knappast kunde anses stå i full överensstämmelse med den lutherska trosuppfattningen. Människans frälsning och salighet var enligt honom alltigenom ett verk av Guds nåd, även om det beror på människans fria vilja om hon vill anta eller förkasta den erbjudna nåden. Den religiösa människan tar, enligt Boström, redan här del i det eviga livet.
Det torde inte ha varit Boströms mening att genom sin religionsfilosofi göra den positiva religionsläran överflödig. Tvärtom uppvisar han dess nödvändighet och fordrar åt den, liksom åt den positiva lagen, erkännande och helgd. Men Boström ville rena gudsbegreppet från vissa antropomorfistiska föreställningar, från vilka kyrkans dogmatiker inte kunnat frigöra sig. Han framhöll även att det rent religiösa intresse som i och genom dogmer fixerats i en bestämd läronorm ibland fått ett ofullständigt och ofullkomligt uttryck. Därför trädde han i skarp opposition mot de riktningar inom kyrkan som strängt höll på sådana dogmer.
Detta har bidragit till uppfattningen att Boströms filosofi stod i strid med kristendomen. Boströmianerna ansåg detta orimligt och menade att förhållandet mellan människan och Gud av såväl kristendomen som av Boström uppfattades som fullt personligt. De menade även att några av den kristna lutherska trons grundläggande principer, såsom lärorna om friheten och nåden, om människans och människosläktets synd och skuld samt om försoning och återupprättelse, fanns integrerade i Boströms filosofi. Boström förkastade treenighetsläran och inkarnationen, men boströmianerna menade att Boström genom sin lära om Gud som på en gång transcendent och immanent grund till världen samt om mänskligheten som ett i strängaste mening organiskt helt ansåg de att Boström sökte göra det möjligt att renare och djupare uppfatta dessa dogmers innersta mening.
Vidare ansåg Boström att den juridiska tolkningen av försoningsläran, läran om satisfactio vicaria, vilade endast på en föreställning om straffet som ett lidande, av Gud tillfogat syndaren till vedergällning, en idé om att moralisk skuld och förtjänst skulle kunna överflyttas från den ene till den andre. Världsförsoningen kan enligt Boström inte bestå i något annat än Guds nådeverksamhet till syndens upphävande och människans frälsning och salighet. Det var med andra ord inte Gud som skulle försonas med människan utan människan som skall försonas med Gud. För denna Guds nådeverksamhet utgör människan Jesus, enligt Boström, det specifika och högsta organet.
Boströms tog avstånd från helvetesläran då han ansåg att läran om en evig fördömelse som oförenlig inte endast med en förnuftig uppfattning av straffet utan också med den förnuftiga världens strängt organiska sammanhang. Boström trodde att människan efter detta livet genomgår en mångfald av livsformer och omsider uppnår evigt liv i Guds rike, där ondska, lidande och strid upphör och varje varelse kommer i åtnjutande av det för honom möjliga måttet av liv och salighet.

### Slutsatser
Grundtanken i den Boströmska filosofin är att den sanna verkligheten utgör en osinnlig, andlig och evig, och likväl fullständigt bestämd, fullt konkret, verklighet, ett levande helt av alltigenom personliga väsenden, och att människans praktiska uppgift är att i den sinnliga världen med frihet förverkliga denna översinnliga värld. Även om denna filosofi inte blev fullständigt utförd av Boström själv, och denna dess princip inte blev tillämpad på alla vetenskapens frågor, så ansåg boströmianerna att Boström genom denna princip hade lagt en grund för kommande forskningar.

#### Betydelse
Christopher Jacob Boström var professor i praktisk filosofi vid Uppsala universitet 1842–1863 och var en av Sveriges mest berömda filosofer under 1800-talet. Han utövade ett mycket stort inflytande på svensk filosofi fram till och med 1900-talets början. Inflytandet från den boströmska skolan kom bland annat att innebära att Hegel fick förhållandevis liten betydelse för den svenska filosofin. Boströms idéer förblev betydelsefulla fram till att de började kritiseras av Uppsalafilosofin – då i synnerhet genom Adolph Phaléns doktorsavhandling 1912. Den siste boströmianske professorn, Efraim Liljeqvist, avgick 1930.
Den boströmska skolan kallas ibland för uppsalaskolan, men denna måste då särskiljas från den senare uppsalaskolan med namn som Axel Hägerström och Adolph Phalén. Dessa uppfattade sig stå i motsatsställning till den idealism som Boström stod för. Boströms politiska åskådning var konservativ. Han var bland annat motståndare till ståndsriksdagens avskaffande, samt förespråkare av dödsstraffet. Ifråga om dödsstraffet var Boströms idéer om straffet i mångt och mycket lika Immanuel Kants åsikter om den rättsmetafysiska balansens återupprättande genom avrättandet av den grova förbrytaren.
Den boströmska filosofin kom att utöva ett dominerande inslag i svensk filosofi från mitten av 1800-talet fram till början av 1900-talet. Dess inflytande sträckte sig emellertid långt därutöver, en anledning var att samtliga studenter vid svenska universitet, med undantag för de som antagits vid medicinsk fakultet, inledde sina studier med en obligatorisk kurs i filosofi, som, till betydande del, bestod av studier av den Boströmska filosofin.

## Publicerade verk
Boström ansåg uppenbarligen att hans viktigaste uppgift var att genom sin akademiska undervisning påverka sina studenter. Detta medför att även annat material än hans publicerade verk, exempelvis sådant som har förmedlats av hans närmaste anhängare, kan vara synnerligen relevant, och detta i större utsträckning än vad som torde vara fallet för andra motsvarande författare, för att förstå hans filosofiska ståndpunkter korrekt.

#### Skrifter
- Skrifter. Upsala. 1883-1901. Libris 8207304. https://runeberg.org/bcjskrift/ - 
  -  Del 1. Upsala. 1883. Libris 8207305 - Utgivna av H. Edfeldt.
  -  Del 2. Upsala. 1883. Libris 8207306 - Utgivna av H. Edfeldt.
  -  Del 3. Upsala. 1901. Libris 454065 - Utgivna av H. Edfeldt och G.J. Keijser.

#### Urval och samlingar
- Boströms äldsta latinska dissertationer. Lunds universitets årsskrift. Första avdelningen, Teologi, juridik och humanistiska ämnen, 99-0507131-8 ; 11:1. Lund. 1915. Libris 1797690 - Försvenskade af Efraim Liljeqvist.
- Filosofiska sentenser. Johanneshov: Hilaritas. 1998. Libris 7796022. ISBN 91-972040-4-8 - Urval och med efterord av Joachim Siöcrona. - Innehåller även: Christopher Jacob Boströms idealistiska filosofi av L.H. Åberg.
- Den förnuftiga viljans etik: ett urval texter från föreläsningar i etik 1861 efter Gustaf Klingbergs anteckningar. Johanneshov: Hilaritas. 2002. Libris 8394644. ISBN 91-972040-5-6 - Valda och utgivna av Joachim Siöcrona.
- Om religion, vishet och dygd. Berömda filosofer, 99-1312934-6 ; 39. Stockholm: Björck & Börjesson. 1943. Libris 1167798 -  Översättning jämte företal, anmärkningar och bihang av Karl Pira
- Philosophy of religion. New Haven: Yale Univ. Press. 1962. Libris 766123 -  Translated with introduction [by] Victor E. Beck, Robert N. Beck.

## Utmärkelser
- Riddare av Nordstjärneorden (RNO), 1853.[2]